# Jan Raczinski
Jan Zbigniewicz Raczinski, Raczyński (ur. 6 grudnia 1958 w Moskwie) – rosyjski działacz na rzecz praw człowieka, przewodniczący Stowarzyszenia Memoriał.
Jego dziadek był Polakiem. Z wykształcenia jest matematykiem-programistą. Jest inicjatorem utworzenia elektronicznej księgi pamięci gromadzącej tożsamości ofiar represji politycznych. W latach 90. uczestniczył w misjach na terenach objętych wojną, m.in. w Górskim Karabachu i Naddniestrzu. Po śmierci Arsienija Roginskiego stanął na czele Stowarzyszenia Memoriał.
Został odznaczony Krzyżem Kawalerskim Orderu Zasługi RP przez prezydenta Bronisława Komorowskiego za działania na rzecz upowszechniania prawdy o mordzie NKWD na polskich oficerach wiosną 1940 roku. W imieniu Stowarzyszenia Memoriał odbierał w 2022 roku Pokojową Nagrodę Nobla i wygłosił wykład noblowski.